# آنا لوسيا توري
آنا لوسيا توري (بالبرتغالية: Ana Lúcia Torre‏) هي ممثلة برازيلية، ولدت في 21 أبريل 1945 في ساو باولو في البرازيل.

## وصلات خارجية
- آنا لوسيا توري على موقع IMDb (الإنجليزية)
- آنا لوسيا توري على موقع ألو سيني (الفرنسية)
- آنا لوسيا توري على موقع قاعدة بيانات الفيلم (الإنجليزية)
- آنا لوسيا توري على موقع كينوبويسك (الروسية)